# Archibald Point
Der Archibald Point ist eine exponierte felsige Landspitze an der Südwestküste der Bransfield-Insel vor dem nördlichen Ende der Antarktischen Halbinsel.
Das UK Antarctic Place-Names Committee benannte ihn 1963 nach George Kenneth Archibald (* 1933), Erster Offizier des 1954 für den British Antarctic Survey in Dienst gestellten Forschungsschiffs RRS Shackleton.